# والفجر (اژدر)
والفجر ؛ نمونه‌ی ایرانی اژدر اشکفال روسی است که از سال ۱۹۶۰ در کارخانه‌ی واقع در قرقیزستان تولید می‌گردد. پس از فروپاشی اتحاد جماهیر شوروی روسیه ۷۵ درصد سهام کارخانه‌ی مذکور را خریداری و تولید انواع مختلف اژدر اشکفال را در آن ادامه داده است. این اژدر هم‌اکنون توسط مهندسین وزارت دفاع ایران مهندسی معکوس و ارتقا یافته و در کارخانجات زیرمجموعه‌ی وزارت دفاع ساخته می‌شود.
خط تولید انبوه این اژدر، با حضور حسین دهقان وزیر دفاع و پشتیبانی نیروهای مسلح و حبیب‌الله سیاری فرمانده نیروی دریایی ارتش جمهوری اسلامی ایران در سازمان صنایع دریایی وزارت دفاع در تاریخ ۲۱ مهر ۱۳۹۴ افتتاح شد.

## ویژگی‌ها
این اژدر دارای قابلیت ضد فریب، سرعت زیاد و سرجنگی با قدرت انفجاری و تخریب بسیار بالا قادر است با غافلگیری ظرف چند ثانیه اهداف و شناورهای بزرگ دریایی را به‌طور کامل منهدم و غرق کند.
همچنین زمان کوتاه آماده‌سازی در یگان‌های پشتیبانی‌کننده و یگان‌های شلیک‌کننده از جمله ویژگی‌های متمایزکننده این اژدر با انواع مشابه است که موجب افزایش توان تاکتیکی، سرعت عمل و واکنش سریع یگان‌های رزمی سطحی و زیر سطحی خواهد شد.